# Coceana, Prahova
Coceana (mai vechi, Cociana) este un sat în comuna Șirna din județul Prahova, Muntenia, România. Este o așezare mică, aflată mai mult în apropierea satelor din comuna vecină Cocorăștii Colț.

## Istoric
În 1952, exista un cătun denumit Cociana, ce aparținea de satul Hăbud, comuna Hăbud, raionul Ploiești, regiunea Ploiești. Din 1956, localitatea are rang de sat și face parte din comuna Șirna, raionul Ploiești, regiunea Ploiești și are 44 de locuitori (25 bărbați și 19 femei). Din 1968 intră în componența comunei Șirna, județul Prahova. În 1992, localitatea avea 24 locuitori, în 2002 avea 22 locuitori, toți români, iar în 2011 localitatea număra 12 locuitori.